# 니노마루도노 (마에다 도시모토의 정실)
니노마루도노(일본어: 二の丸殿/二之丸殿 にのまるどの[*], 생몰년 미상)는 코즈케 나노카이치번 2대 번주 마에다 토시모토의 정실이다.
아버지는 토다 마츠다이라가의 시나노국 마츠모토번 번주 마츠다이라 야스나가의 후계자인 마츠다이라 타다미츠이다. 어머니는 하치스카 이에마사의 4녀 짓쇼인이다. 형제로는 마츠다이라 미츠시게가 있다.

## 생애
시나노국 마츠모토번 번주 마츠다이라 야스나가의 후계자인 마츠다이라 타다미츠와 정실 짓쇼인 (타츠히메) 사이에서 태어났다.
코즈케 나노카이치번 2대 번주 마에다 토시모토의 정실이 되지만, 후에 이혼했다. 이혼 후에는 이복오빠 미노 카노번 마츠다이라 미츠시게 (숙부 마츠다이라 야스나오를 거쳐 가독을 이었다)의 거성 카노성 니노마루에 살았고, 그래서 니노마루도노라고 불렸다.
토다 마츠다이라가의 전 지행지 하리마국 아카시로부터 슈다이지 주지 祐加上人를 초청하여, 성 북쪽에 코케지를 개산하였다.